# Sof'ja Žuk
Sof'ja Andreevna Žuk (in russo Софья Андреевна Жук?; Mosca, 1º dicembre 1999) è un'ex tennista e modella russa.

## Biografia
Si è allenata in Belgio presso la Justine Henin Academy, dove era seguita da Olivier Jeunehomme.
Nel 2013, a soli 13 anni, ha trionfato al Torneo Avvenire sconfiggendo in finale la tedesca Anna Gabric.
Nel 2015, a 15 anni, ha vinto a sorpresa, senza essere testa di serie, il titolo del singolare ragazze a Wimbledon, battendo in finale la connazionale Anna Blinkova per 7-5, 6-4. Durante il torneo non ha ceduto neppure un set. La Žuk è la seconda tennista russa che ha fatto suo questo titolo, dopo Vera Duševina, che nel 2002 aveva sconfitto in finale Marija Šarapova.
All'età di vent'anni, Zuk lasciò la carriera da tennista per iniziare quella da modella con l'agenzia di moda "Industry", potendo sfruttare la sua evidente avvenenza, che le ha consentito anche di poter diventare celebre tramite diversi siti su internet.

## Circuito WTA 125

### Singolare

#### Sconfitte (1)
| N. | Data            | Torneo                                                  | Superficie | Avversaria in finale | Punteggio     |
| 1. | 28 gennaio 2018 | Oracle Challenger Series - Newport Beach, Newport Beach | Cemento    | Danielle Collins     | 6-2, 4-6, 3-6 |

## Statistiche ITF

### Singolare

#### Vittorie (6)
| Torneo 100000 $ (0) |
| Torneo 80000 $ (0)  |
| Torneo 75000 $ (0)  |
| Torneo 60000 $ (1)  |
| Torneo 50000 $ (1)  |
| Torneo 25000 $ (1)  |
| Torneo 15000 $ (0)  |
| Torneo 10000 $ (3)  |

| N. | Data             | Torneo                                    | Superficie  | Avversaria in finale | Punteggio        |
| 1. | 11 ottobre 2014  | ITF Women's Circuit Shymkent, Şımkent     | Terra rossa | Margarita Lazareva   | 6-2, 6-4         |
| 2. | 14 febbraio 2016 | Jolie Ville Golf Women's, Sharm el-Sheikh | Cemento     | Džulija Terzijska    | 6-2, 6-1         |
| 3. | 27 agosto 2016   | ITF Women's Circuit Cali, Cali            | Terra rossa | Harmony Tan          | 6-2, 6-4         |
| 4. | 30 ottobre 2016  | Abierto Tampico, Tampico                  | Cemento     | Varvara Flink        | 6-4, 6-3         |
| 5. | 21 maggio 2017   | ITF Women's Circuit Naples, Naples        | Terra verde | Taylor Townsend      | 6-4, 7-6(3)      |
| 6. | 23 luglio 2017   | Bursa Cup, Bursa                          | Terra rossa | İpek Soylu           | 4-6, 6-3, 7-6(5) |

## Grand Slam Junior

### Singolare

#### Vittorie (1)
| Tornei del Grande Slam  |
| ----------------------- |
| Australian Open (0)     |
| Open di Francia (0)     |
| Torneo di Wimbledon (1) |
| US Open (0)             |

| N. | Data           | Torneo                      | Superficie | Avversaria in finale | Punteggio |
| 1. | 11 luglio 2015 | Torneo di Wimbledon, Londra | Erba       | Anna Blinkova        | 7-5, 6-4  |